# Геннінг Мунк Єнсен
Геннінг Мунк Єнсен (дан. Henning Munk Jensen, нар. 12 січня 1947, Тендерська комуна) — данський футболіст, що грав на позиції захисника. 
Виступав, зокрема, за клуби «Ольборг» та ПСВ, а також національну збірну Данії. Найкращий футболіст Данії у 1968 та 1975 роках.

## Клубна кар'єра
У дорослому футболі дебютував 1964 року виступами за команду «Ольборг», в якій провів п'ять сезонів, вигравши Кубок Данії у 1966 та 1970 роках, після чого приєднався до нідерландського ПСВ і відіграв за команду з Ейндговена наступні три сезони своєї ігрової кар'єри, але основним гравцем не став, тому 1973 року повернувся в «Ольборг», провівши у рідній команді ще 5 сезонів.

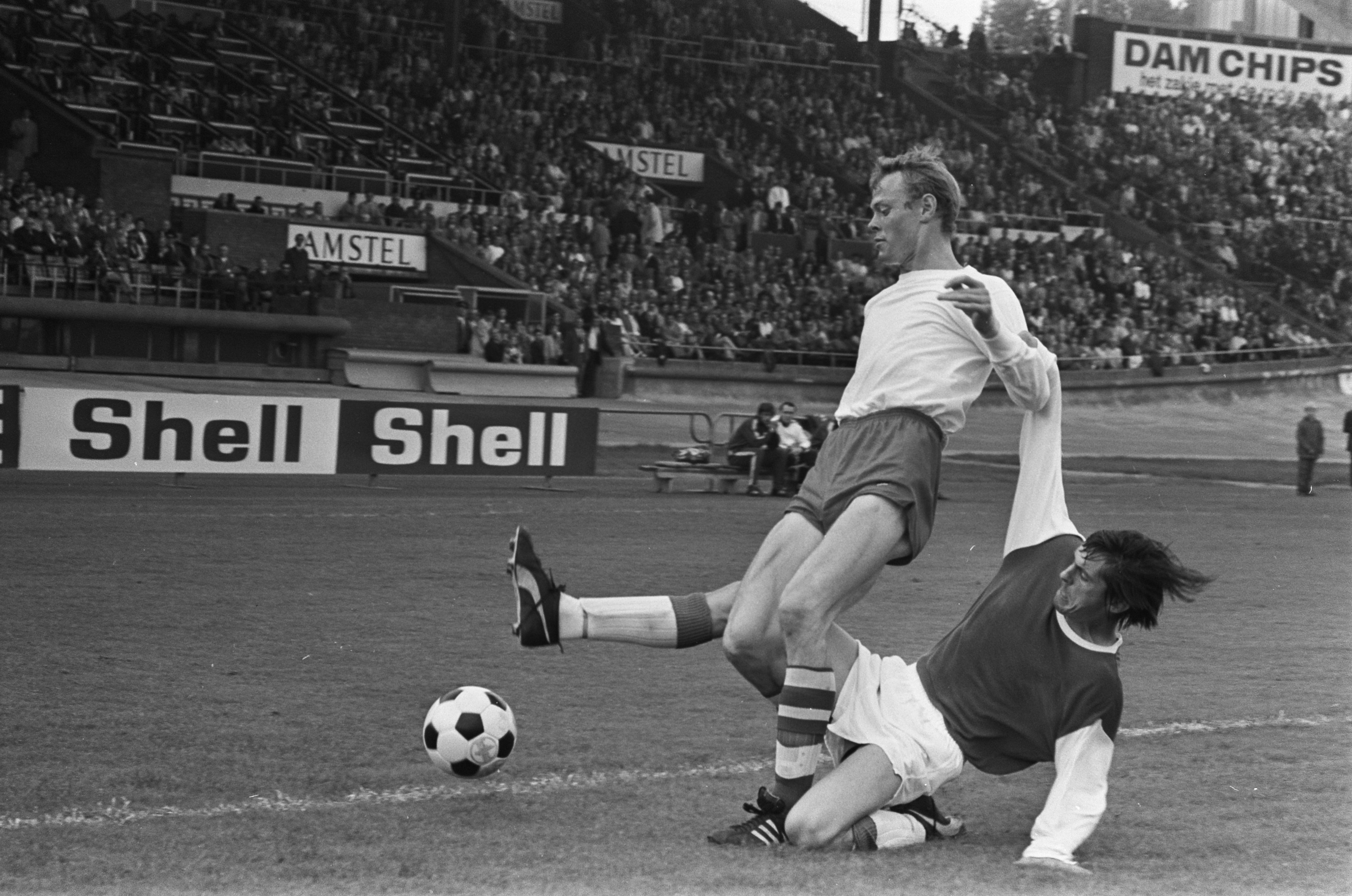
Геннінг Мунк Єнсен (у білій футболці) під час виступів за ПСВ. 1970 рік.

Згодом Єнсен виступав у другому дивізіоні за «Фредеріксгавн», після чого перебрався у Північноамериканську футбольну лігу, де грав за канадський «Едмонтон Дріллерс» та американський «Сан-Хосе Ерзквейкс».
Завершив ігрову кар'єру у рідному «Ольборзі». Єнсен встановив клубний рекорд за кількістю проведених матчів — 392 ігор, який, щоправда, згодом побив Торбен Боє.

## Виступи за збірну
30 листопада 1966 року дебютував в офіційних матчах у складі національної збірної Данії в кваліфікаційній грі до чемпіонату Європи 1968 року проти Нідерландів (0:2).
У травні 1978 року він обійшов рекордсмена збірної за кількістю проведених матчів Бента Хансена (58 ігор), ставши новим гвардійцем збірної і закінчив свою міжнародну кар'єру у вересні 1978 року з результатом 62 матчі, забивши 2 голи, при цьому у 24 іграх Геннінг був капітаном команди. Втім рекорд протримався недовго і був побитийПером Рентведом у серпні 1981 року.

## Титули і досягнення
- Володар Кубка Данії (1):

«Ольборг»: 1965/66